# Vitol
Vitol Group — швейцарско-нидерландская компания, специализирующаяся на торговле нефтью и нефтепродуктами. Основана в 1966 году. Штаб-квартира в Роттердаме. Первый по величине нефтетрейдер (посредник по продаже углеводородов) в мире (ближайшие конкуренты — Trafigura, Glencore и Gunvor).
Рекордный для компании показатель прибыли в $15,1 млрд был зафиксирован в 2022 году.

## Деятельность
Компания является крупнейшим (43 %) акционером азербайджанской компании Arawak Energy — публичной компании, торгующейся на бирже Торонто.
13 июня 2017 года Vitol объявил о том, что VIP Turkey Enerji AS, дочерняя компания Vitol Investment Partnership Ltd. завершила сделку по приобретению Petrol Ofisi (OMV Petrol Ofisi Holding AS) у австрийской OMV (OMV AG) за 1,368 миллиарда евро (1,451 миллиарда долларов США).

### Деятельность в России
По итогам 2015 года компания вошла в двадцатку крупнейших покупателей российской экспортной нефти по версии журнала Forbes с объёмом закупки 5,1 млн тонн.
В июне 2021 года ПАО «НК „Роснефть“» и консорциум компаний в составе Vitol S.A. и Mercantile & Maritime Energy Pte. Ltd. подписали Соглашение об основных условиях сделки по продаже 5-процентной доли уставного капитала ООО «Восток Ойл».
31 октября 2022 года во время выступления на конференции ADIPEC в ОАЭ глава швейцарско-нидерландского трейдера Vitol Рассел Харди заявил, что компания с апреля перестала продавать российскую нефть.

### Деятельность в Казахстане
Arawak Energy, входящая в группу компаний Vitol, в 2011 году приобрела оставшиеся 60 % акций французской Maersk Oil, которая разрабатывала месторождение Сайгак. Теперь ей принадлежит 100 % акций и она стала оператором на этом месторождении, которое находится в Темирском районе, Актюбинской области.